# Поїзд (фільм, 1959)
«Поїзд» (пол. Pociąg) — фільм польського режисера Єжи Кавалеровича. Приз МКФ (Венеція).

## Сюжет
Єжи — хірург, що їде з Варшави до Балтійського моря. Бажаючи, щоб його в дорозі ніхто не турбував, він викуповує квитки на два місця у своєму купе. Але одне з них все одно займає молода жінка, яка неправильно зрозуміла номер свого місця. Єжи намагається заперечити її присутність за допомогою контролера, але не досягає особливого успіху. Натягнутість від невдалого початку знайомства поступово спадає, і вони починають спілкуватися. А вночі поліція проводить огляд поїзда та заарештовує чоловіка за підозрою у вбивстві своєї дружини.

## В ролях
- Люцина Вінницька — Марта
- Леон Нємчик
- Збігнєв Цибульський — Сташок
- Тереса Шмігелювна — дружина адвоката
- Александер Севрук — адвокат
- Хелена Домбровська — провідниця
- Ігнаци Маховський — пасажир спального вагона
- Зигмунт Зінтель — пасажир
- Людвік Касендра — пасажир
- Вітольд Скарух — ксендз
- Барбара Хоравянка — дружина Єжи.
- Юзеф Лодинський — міліціонер у цивільному
- Роланд Гловацький — вбивця